# Bob B. Soxx & the Blue Jeans
Bob B. Soxx & The Blue Jeans waren eine US-amerikanische Gesangsgruppe der frühen 1960er Jahre.

## Geschichte
Die Gruppe war eine von vielen, die der Produzent Phil Spector ins Leben rief. 1962 „entdeckte“ er die Sängerinnen Darlene Love und Fanita James in Los Angeles, die zu der Girlgroup The Blossoms gehörten. Zunächst ließ er Darlene Love die Leadstimme bei der Crystals-Aufnahme He’s a Rebel singen. Das von Gene Pitney geschriebene Lied wurde ein Hit.
Dann gründete er mit Bobby Sheen die Band Bob B. Soxx & The Blue Jeans. Der Name war ein Wortspiel, denn Bobbysocks hießen die Söckchen, die die amerikanischen Mädchen zu dieser Zeit trugen.
Als erstes nahm das Trio das Lied Zip-a-Dee-Doo-Dah aus dem Walt-Disney-Film Song of the South aus dem Jahre 1947 auf. Es wurde ein Hit. Mit den beiden nächsten Nummern hatte die Gruppe dann nicht so viel Erfolg und verschwand schnell wieder in der Versenkung. Ihre Titel wurden alle von Phil Spector produziert, von Jack Nitzsche arrangiert und auf dem Label Philles Records veröffentlicht. Nach der Auflösung der Gruppe startete Darlene Love den Versuch einer Solo-Karriere.

## Mitglieder
- Darlene Love
- Fanita James
- Bobby Sheen